# Guiseniers
Guiseniers é uma comuna francesa na região administrativa da Normandia, no departamento de Eure. Estende-se por uma área de 10,78 km². Em 2010 a comuna tinha 476 habitantes (densidade: 44,2 hab./km²).